# REDDI
A REDDI (vagy Reddi) egy svéd-dán együttes, amely 2021-ben alakult. Ők képviselik Dániát a 2022-es Eurovíziós Dalfesztiválon, Torinóban, a The Show című dallal.

## Tagok
- Agnes Roslund – gitár
- Ida Bergkvist – basszusgitár
- Ihan Haydar  – dob
- Mathilde ‘Siggy’ Savery – vokál, gitár

Az együttes dán tagjai Siggy és Ihan, míg a svéd tagok Agnes és Ida. Érdekesség, hogy Ihan már részt vett a 2012-es Eurovíziós Dalfesztiválon Soluna Samay dobosaként.

## Történetük
2022. február 10-én a Danmarks Radio (DR) bejelentette, hogy az együttes egyike annak a nyolc előadónak akik bejutottak a Dansk Melodi Grand Prix nevű dán nemzeti döntőbe. A dal március 5-én megnyerte a nemzeti döntőt, ahol a nézői szavazatok alakította ki a végeredményt, így az alábbi dallal képviselik Dániát a következő Eurovíziós Dalfesztiválon. A dalfesztivál előtt Londonban és Madridban eurovíziós rendezvényeken népszerűsítették versenydalukat.

## Diszkográfia

### Kislemezek
- The Show (2022)
- Bad Pop Song (2022)